# Helge Bengtsson
Helge "Gripen" Bengtsson, född 19 december 1916 i Malmö, död 2001 i Malmö, var en svensk fotbollsmålvakt. 
Bengtsson blev känd under smeknamnet "Gripen", då han som ung arbetade extra som utkörare för det av en släkting ägda malmöbryggeriet "Gripen". Han spelade för Malmö FF från 1934 till 1951 och var laget troget under hela sin karriär, och han stod i målet för Malmö FF:s första lag att vinna SM-guld 1944. Han medverkade som lagets förstemålvakt till att vinna ytterligare tre Allsvenska SM-guld 1949-1951. 
Laget vann Svenska Cupen 1944, 1946, 1947 och 1951. Mellan 6 maj 1949 och 3 juni 1951 spelade laget 49 allsvenska matcher i följd utan en enda förlust. 1937 spelade han som center i två matcher och gjorde då tre mål. Totalt spelade han 501 matcher, en internationell match mot Arsenal 1939 och i landskampen mot Finland 1949 (vinst med 8-1). 
Efter 1951 fortsatte han som styrelseledamot i MFF och som dess lagledare 1964-1965. Senare fortsatte han som tränare för Kulladals FF i Malmö samt för Svedala IF.
Vid sidan av sin fotbollskarriär arbetade Helge Bengtsson i många år som lokförare och trafikledare vid Statens Järnvägar (SJ) i Malmö, och han hyste också ett stort konstintresse, vilket ledde till att han blev mångårig ordförande för den rikstäckande konstnärssammanslutningen Konstnärernas Samarbetsorganisation (KSO) med säte i Malmö.